# Recife do Farol

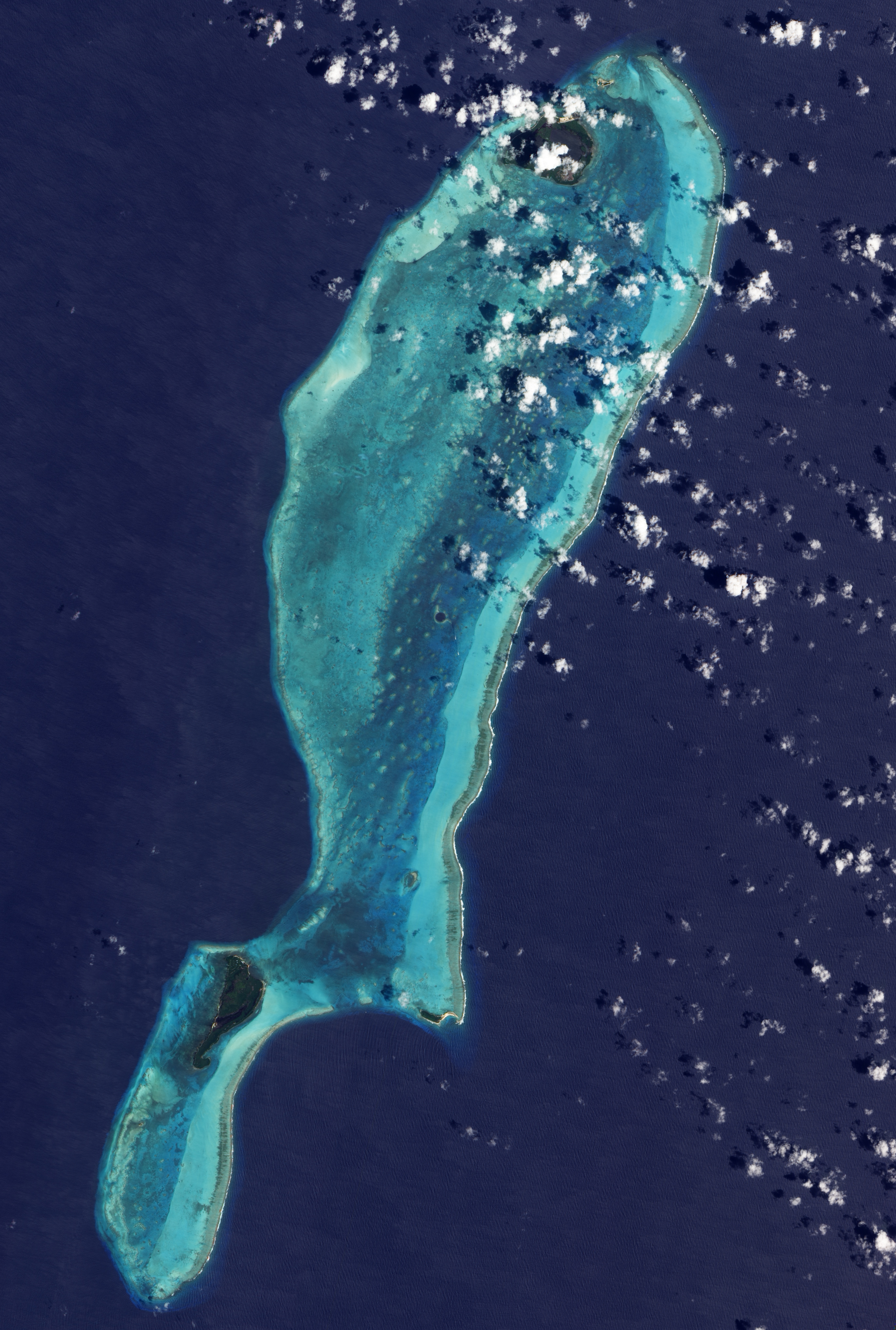
Vista de satélite do Recife do Farol.

O Recife do Farol é um atol no Mar das Caraíbas, fazendo parte da área oriental da Barreira de Corais do Belize, sendo um dos seus três atóis (juntamente do Atol Turneffe e do Recife Glover). 
Este recife está localizado a cerca de 80 quilómetros a sudeste da Cidade de Belize .  O atol tem uma forma oblonga, com aproximadamente 35 quilómetros de comprimento de norte a sul e cerca de 8 quilómetros de largura, formando uma laguna arenosa e rasa com uma área de 120 quilómetros quadrados e entre 2 a 6 metros de profundidade. 
É um dos recifes mais bem desenvolvidos e saudáveis das Caraíbas. 
Várias ilhas, listadas de norte a sul, integram o recife: 
- Cayo Sandbore
- Cayo do Norte
- Cayo de Meia Lua
- Cayo Sela
- Cayo Longo
- Cayo Chapéu

O recife é também um famoso destino para a prática de snorkel, sendo considerados por muitos como um dos melhores locais de mergulho nas Caraíbas. Abriga, também, o conhecido Grande Buraco Azul. 

## Fauna e flora

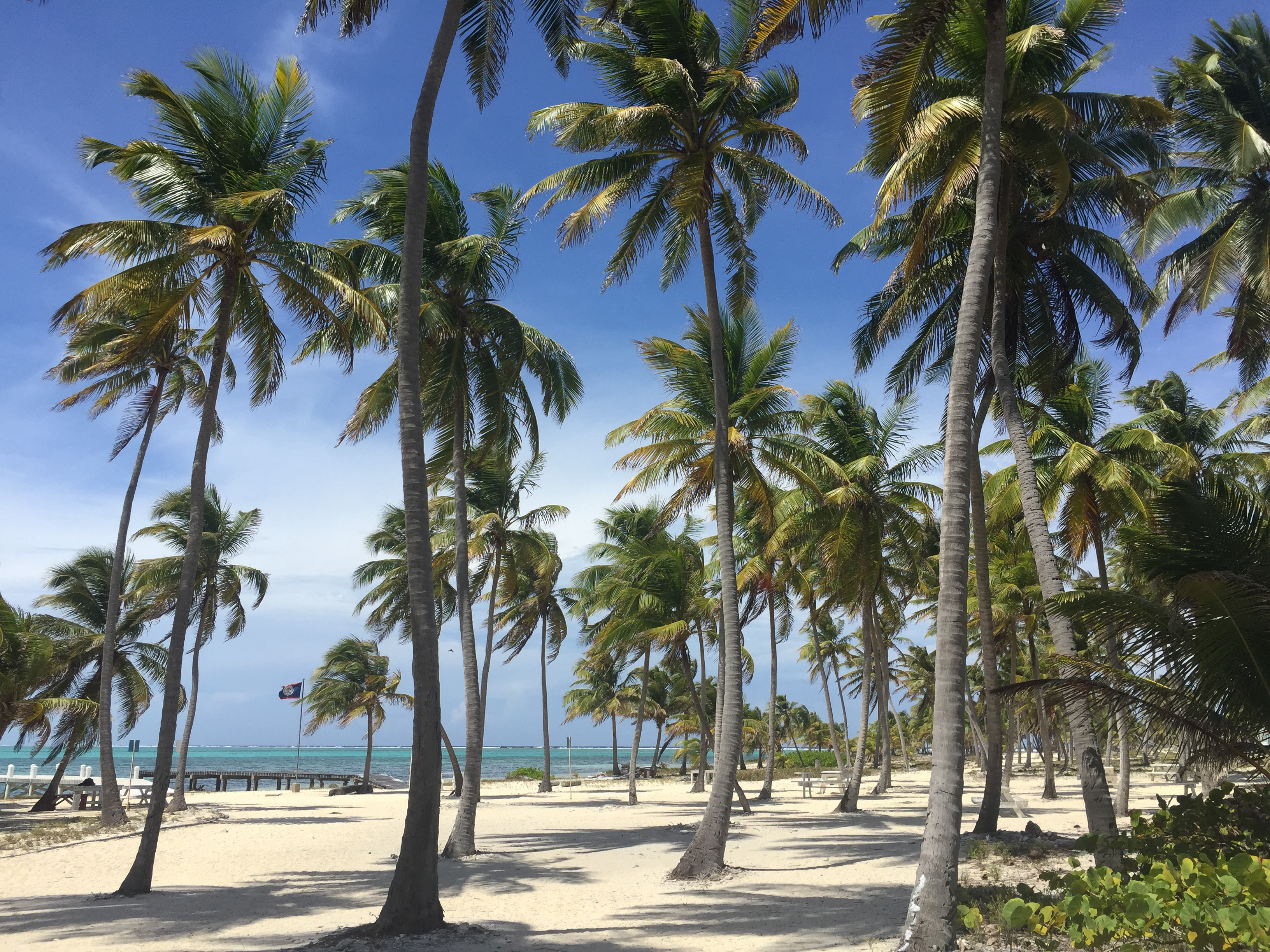
Cayo Meia Lua

A flora nas ilhas do recife é composta principalmente por coqueiros. Na metade ocidental de Cayo de Meia Lua há um exemplo de uma rara floresta de siricote (cordia sebestena), abriganfo uma colónia de magníficas fragatas (fregata magnificens ), bem como de cerca de 4.000 atobás-de-pés-vermelhos (sula sula). 
A dada altura, a antiga colónia de pombos-de-coroa-branca (columba leucocephala) foi exterminada pela caça excessiva. 
As espécies de peixes mais dominantes no recife são o bodião crioulo (clepticus parrae ) e o chromis azul ( chromis cyanea).   Também se encontram guiaiubas (ocyurus chrysurus ), bodiões-de-cabeça-azul (thalassoma bifasciatum ) e peixes-royal-gramma (gamma loreto ). 
As espécies animais ameaçadas e em perigo de extinção incluem o crocodilo americano (crocodylus acutus ), três espécies de tartarugas marinhas (tartaruga-de-pente(eretmochelys imbricata), tartaruga-cabeçuda (caretta caretta) e tartaruga-verde (chelonia mydas ), a lagartixa-de-dedos-de-folha do Belize ( phyllodactylus insularis ) e o anole de Allison (anolis allisoni ). 

## Proteção ambiental
O recife não tem proteção ambiental total, apenas parcial. O Grande Buraco Azul e Cayo de Meia Lua foram designados como Monumentos Naturais e são Património Mundial da UNESCO (como parte do Sistema de Reserva da Barreira de Corais de Belize) desde 1996.  As áreas protegidas têm 4,14 quilómetros quadrados e 39,25 quilómetros quadrados de área, respetivamente. Adicionalmente, outras 3 áreas são Áreas Nacionais Protegidas. 
Apesar da protecção, o atol sofre com a pesca e turismo descontrolados. 